# Amata takanonis
Amata takanonis là một loài bướm đêm thuộc phân họ Arctiinae, họ Erebidae.